# 双溪乡 (营山县)
双溪乡，是中华人民共和国四川省南充市营山县曾经下辖的一个乡。2019年10月，撤销双溪乡，将其所属行政区域划归骆市镇管辖。

## 行政区划
双溪乡撤销前下辖以下地区：
龙王村、千佛村、仁和村、黄泥村、华光村、青杠村、繁荣村、顾家村、望君村、永山村、钟咀村和凤君村。